# HD 221356
HD 221356，又名BD-04 5896，SAO 146752、HR 8931，是一颗位於寶瓶座的恒星，视星等为6.49，位于銀經79.82，銀緯-60.09，其B1900.0坐标为赤經23h 26m 21.5s，赤緯-4° -60.09′ 2″。